# Eusphyra blochii
La cornuda planeadora (Eusphyra blochii) es una especie de elasmobranquio carcarriniforme de la familia Sphyrnidae. 

## Características
Es muy notable su cabeza aleteada, casi la mitad de la longitud del cuerpo, con una función aún no conocida, quizás se deba a capacidad de maniobra o para incremento del área de algún órgano sensorial. La coloración es gris o gris-marrón por encima y pálido por debajo.

## Historia natural
Se encuentra en aguas superficiales de las plataformas continentales e islas, en el océano Índico, del Golfo Pérsico a las Filipinas, norte de China, y sur de Australia.  También entra a  estuarios.
Se alimenta principalmente de pequeños peces teleósteos, a veces crustáceos y cefalópodos.  Es una especie común en la industria de la pesca al ser consumido por humanos, su hígado es una fuente de aceite y rico en vitaminas. 
Por este motivo, se le considera una especie amenazada y se requiere un ordenamiento de la pesquería. 
La reproducción es vivípara, con 6 a 25 crías en una camada. 